# Faxsjön (Mjöbäcks socken, Västergötland)
Faxsjön är en sjö i Svenljunga kommun i Västergötland och ingår i Ätrans huvudavrinningsområde.